# Ed Carmichael
Daniel Edwin „Ed” Carmichael (ur. 2 stycznia 1907 w Los Angeles, zm. 3 września 1960 w Gardenie) – amerykański gimnastyk, medalista olimpijski z Los Angeles.